# 正四品
正四品是中国、朝鮮、越南、琉球古代官位的一个级别，属于次于從三品、高于從四品的官员。

## 中國

### 魏晋南北朝（第四品）
- 曹魏：御史中丞，刺史，护军将军，武卫将军，中垒将军
- 晋朝南朝宋齐：御史中丞，刺史，乡侯
- 南朝梁陈：尚书左丞，尚书右丞，尚书郎，中书侍郎，御史中丞，刺史，县伯
- 北朝：尚书郎，给事黄门侍郎，御史丞，司宪中大夫，刺史，太守，开国县子

### 隋
- 给事黄门侍郎，吏部司侍郎，内史侍郎，下州刺史，骠骑将军，开国县子

### 唐朝

#### 文武官
- 正四品上：黄门侍郎、中书侍郎、尚书左丞、吏部侍郎、太常少卿、中州刺史、军器监、上都护府副都护、上府折冲都尉
- 正四品下：尚书右丞、尚书中司侍郎、左右千牛卫/左右监门卫中郎将、亲勋翊卫羽林中郎将、下州刺史

#### 封爵
- 开国县伯、美人、郡君、良媛

#### 散官
- 正四品上：正议大夫、忠武将军
- 正四品下：通议大夫、壮武将军、怀化中郎将

#### 勋
- 上轻军都尉

### 宋
- 给事中，中书舍人，太常卿，宗正卿，秘书监，诸卫大将军，殿前副都指挥使，承宣使
- 上轻军都尉、正奉大夫、中奉大夫、忠武将军、壮武将军

### 金
- 六部侍郎，国子祭酒，同知，开国郡伯

### 元
- 参议中书省事，六部侍郎、宣慰司副使，府达鲁花赤、知府（府尹），卫官佥事，郡伯

### 明朝

#### 文武官
- 詹事府：少詹事
- 通政司：左右通政
- 鸿胪寺卿
- 大理寺左右少卿、太常寺少卿、太仆寺少卿、苑马寺少卿
- 都察院：左佥都御史、右佥都御史
- 顺天府府丞
- 提刑按察司：按察副使
- 地方官：知府
- 京卫指挥使司： 指挥佥事
- 土司同知
- 卫指挥使司：指挥佥事

#### 散官
- 加授阶：中议大夫、广威将军
- 升授阶：中宪大夫、宣威将军
- 初授阶：中顺大夫、明威将军
- 勋阶：赞治尹、上骑都尉

### 清朝

#### 文武官
- 通政使司副使、大理寺少卿、詹事府少詹事、太常寺少卿、鸿胪寺卿、顺天府丞、奉天府丞、道员、外务部左右参议、太仆寺少卿
- 二等侍卫、云麾使、前锋侍卫、副护军参领、乌枪营副护军参领、副前锋参领、副骁骑参领、佐领、步军协尉、信駮总管、南苑总管、陵寝副总管、陵寝司工匠、圆场翼长、太仆寺马厂驼厂总管、防守尉、黑龙江吉林管水手四品官、司仪长、都司、宣慰使司同知、指挥佥事

#### 封爵
- 奉恩将军，骑都尉

#### 散官
- 中宪大夫、昭武都尉

## 朝鮮

### 朝鮮王朝

#### 文武官
- 舍人、司宪府掌令、水军虞侯

## 琉球

### 琉球國（第二尚氏）

#### 文武官
精绎大夫、赞议官，吟味役、那霸王里主